# Koman Coulibaly
Koman Coulibaly (ur. 4 lipca 1970 w Bamako) – malijski sędzia piłkarski.
Sędzia od 1993 roku; międzynarodowy FIFA od 1999. Z wykształcenia ekonomista.

## Turnieje międzynarodowe
- Puchar Narodów Afryki (2002, 2004, 2006, 2008, 2010)
- Mistrzostwa Świata 2010